# Johann Neander

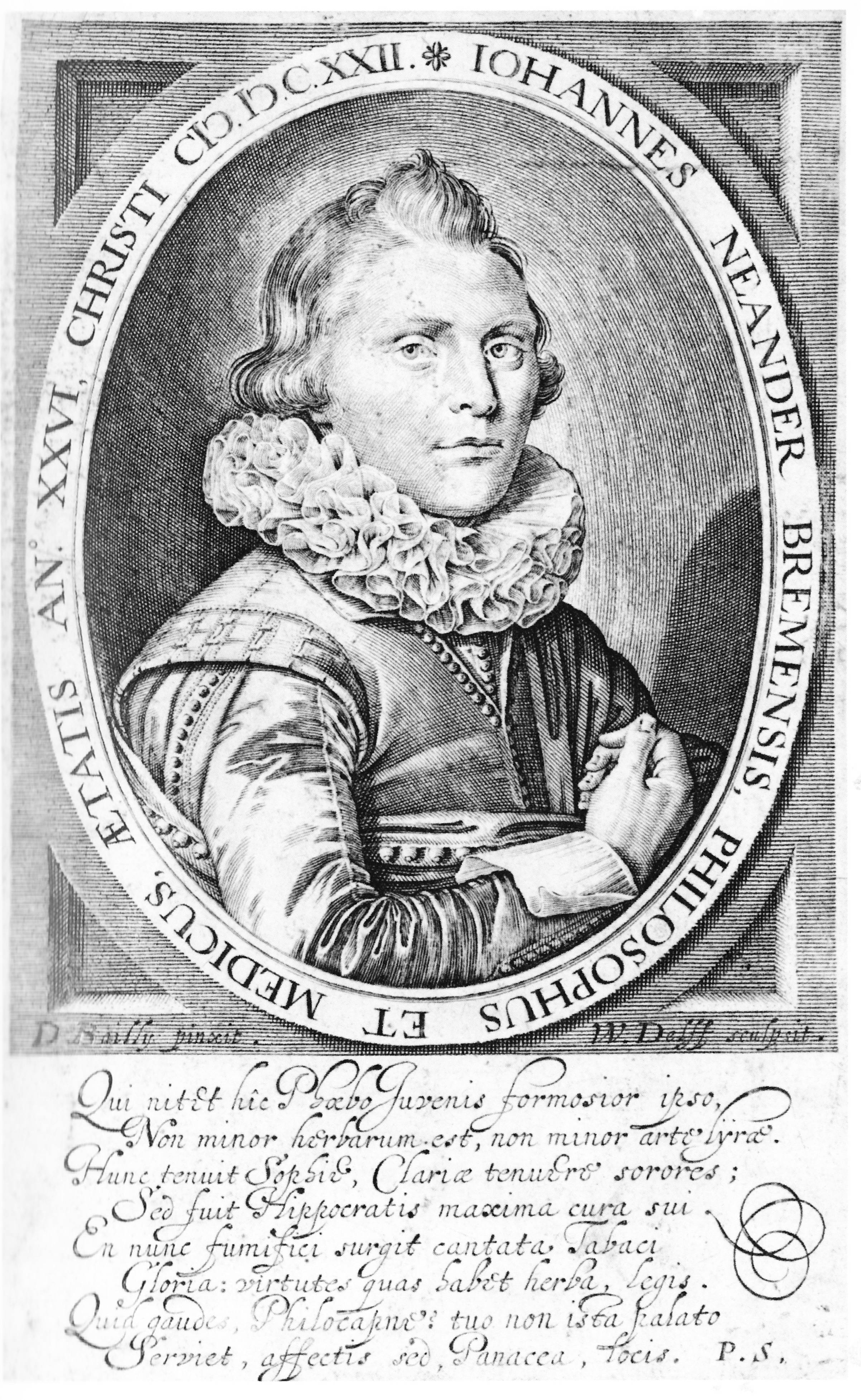
Johann Neander, Kupferstich von Willem Jacobszoon Delff nach David Bailly, 1622

Johann Neander (* wahrscheinlich 1596 in Bremen; † um 1630 in Bremen) war ein deutscher Arzt, Medizinhistoriker und Poet, der in Bremen lehrte und als Autor der Tabacologia, der ersten deutschen Abhandlung über den Tabak und seinen Gebrauch, bekannt wurde.

## Leben
Nur wenige Daten aus dem Leben Johann Neanders sind bekannt: Im Oktober 1614 immatrikulierte er sich am Bremer Gymnasium Illustre, als seine Lehrer nannte er später unter anderem Matthias Martinius, Ludwig Crocius und die Mediziner Balthasar Reidius und Gerhard de Neufville. Am 16. September 1616 schrieb er sich zum Medizinstudium an der Universität Leiden ein, 1622 veröffentlichte er erstmals bei Isaac Elsevier seine Tabak-Monografie Tabacologia. Im gleichen oder darauffolgenden Jahr kehrte er nach Bremen zurück, praktizierte hier (vielleicht auch am Hof des Erzbischofs), wahrscheinlich bis zu seinem Tod, als Arzt und ließ 1623 in Bremen seine Geschichte der Medizin (Antiquissimae et nobilissimae Medicinae natalitia […]) erscheinen. 1627 widmete er dem Sassafrasbaum und seiner Nutzung als Heilpflanze eine systematische Zusammenfassung der medizinischen Meinungen über dieses aus Nordamerika geholte Gewächs. Mit der Herausgabe einer Sammlung von Epigrammen sind 1632 Biographie und Werk Johann Neanders letztmals greifbar.

## DieTabacologia

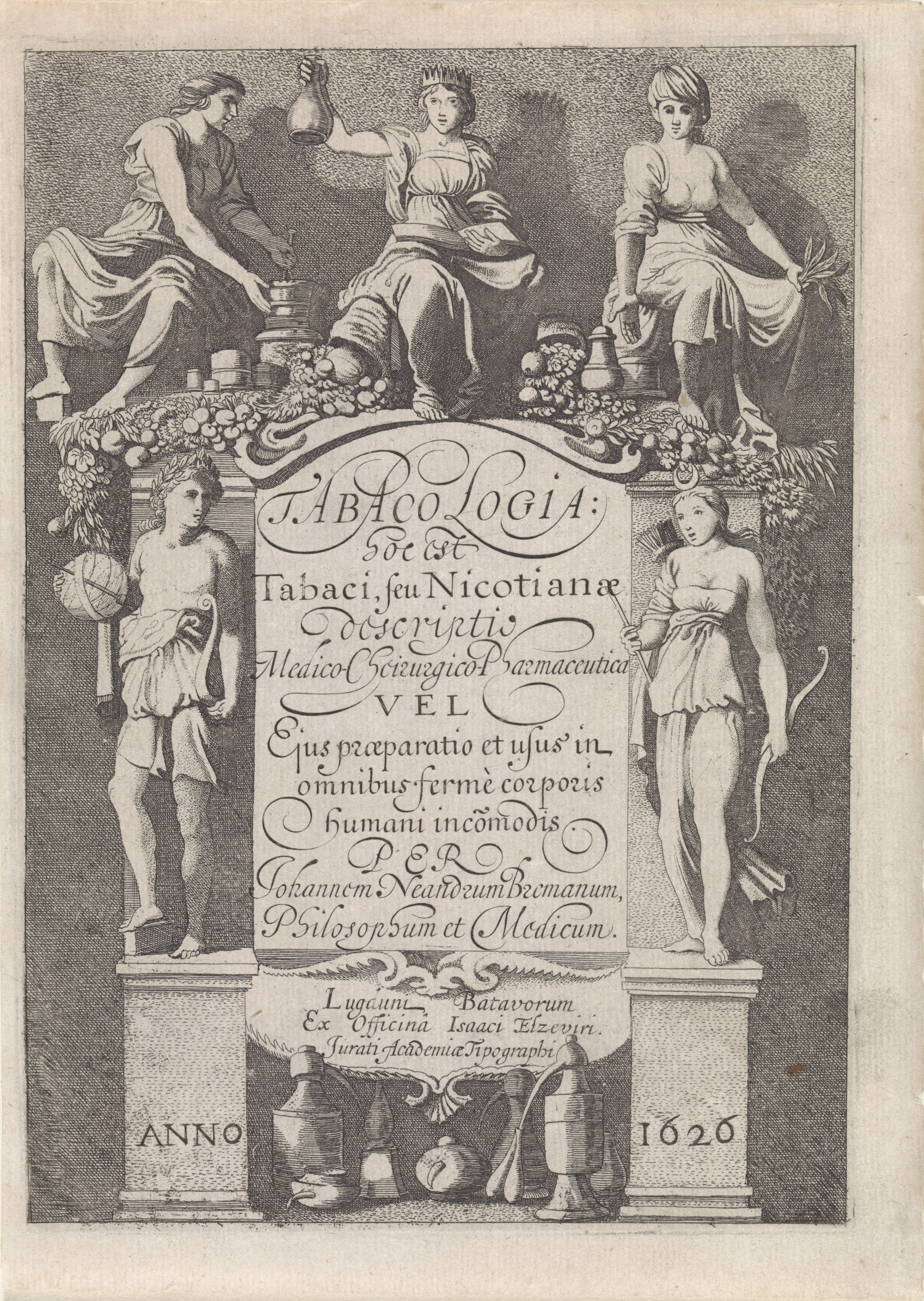
Titelblatt der Tabacologia

Neanders Hauptwerk ist die erste deutschsprachige Beschreibung des Tabaks, seiner Gewinnung, Verarbeitung und medizinisch-pharmazeutischen Nutzung. Sein Interesse gilt darin der medizinischen Anwendbarkeit und Wirksamkeit, weniger dem von seinen Zeitgenossen auch kritisch gesehenen Genussmittel.
Der Tabak helfe gegen Stockschnupfen, Infektionen, Kopfschmerzen, Würmer, Schlafsucht, Zahnschmerz, Skorbut, Stein- und Nierenleiden, Katarrh und Arthritis. Auch hier fasst Neander systematisch die Meinungen seiner Fachgenossen zusammen, zum Teil waren sie eigens von ihm für die Veröffentlichung eingeholt worden. Die erste Auflage von 1622 enthält einige Kupferstiche zu botanischen Abbildungen, indianische, orientalische und europäische Pfeifentypen sowie drei Darstellungen zu Anbau und Verarbeitung bei den Indianern.

## Werke
- Tabacologia: Hoc est, Tabaci, seu Nicotinae descriptio Medico-Cheirurgico-Pharmaceutica […]. Isaak Elzevier, Leiden 1622. (Auch: Leiden 1626 und Bremen 1627) doi:10.5962/bhl.title.8110
- Syntagma in quo antiquissimae et nobilissimae medicinae natalitia, sectae earumque placita etc. depinguntur. Addita est ejusdem De Medicina Hermetica & Paracelsica lectu haut injucunda dissertatio. Johann Wessel (I), Bremen 1623.
- Sassafrasologia: Hoc est tecmarsis nobile sassafras lignum dextrè ac feliciter. In omnibus ferme Corporis humani incommodis in usum ducendi […]. Johann Wessel (I) Erben, Bremen 1627.
- Iohannis Neandri […] Decadum annagrammatis morum praemium. Johann Wessel (I) Erben, Bremen 1632.